# Dagoberto Lagos Pantoja
Dagoberto José Lagos Pantoja Del Río (Chillán, 24 de septiembre de 1861-Viña del Mar, 3 de marzo de 1949) fue un abogado y juez chileno, presidente de la Corte Suprema de Justicia de Chile entre los años 1929 y 1931.

## Primeros años de vida
Fue hijo de José María Lagos Marchant y de Magdalena Pantoja Del Río. Estudió derecho en la Universidad de Chile, recibiéndo su título de abogado el 20 de abril de 1885.

### Matrimonio y descendencia
Contrajo matrimonio el  29 de enero de 1890, en la Iglesia de Santo Domingo, en Santiago, con Isabel Lagos Lagos, Ella era hija del general Pedro Lagos Marchant; con quien tuvo siete hijos.Entre ellos se destaca: Julio Lagos Lagos, Pedro Lagos Lagos, Miguel Luis Lagos Lagos y Gustavo. Es a través de su hijo Gustavo, es abuelo de Gustavo Dagoberto Lagos Matus, quien sería ministro de Estado en la cartera de Justicia.

## Vida pública
En Laja era propietario de los fundos San José y Santa Magdalena. En 1898 era residente en Santiago y fue candidato a diputado, renunció y fue nombrado Juez del Segundo Juzgado Civil de Santiago, el 23 de julio de 1904.
Fue consejero y vicepresidente de la Caja de Ahorros de Empleados Públicos.
Después fue Ministro de la Corte de Apelaciones y Ministro de la Corte Suprema de Justicia y su Presidente en el año 1929 hasta 1931. Ocupó además una serie de importantes cargos públicos. Su residencia en Santiago, fue en la casa de su suegra, en la calle Santo Domingo N. 1582.